# 달성종합스포츠파크 보조경기장
달성종합스포츠파크 보조경기장(達城綜合스포츠파크補助競技場, Dalseong Sports Park Auxiliary Stadum)은 대한민국 대구광역시 달성군에 있는 스포츠 시설이다. 인조잔디 필드가 갖춰진 경기장이며, 2014년 3월에 준공되었다.

## 참고 문헌
- “달성종합스포츠파크”. 달성군시설관리공단.
- 《달성종합스포츠파크》. 디지털달성문화대전.
- 《달성종합스포츠파크》. 대구역사문화대전.

## 같이 보기
- 달성종합스포츠파크